# Husice rezavá
Husice rezavá (Tadorna ferruginea) je středně velký druh ptáka z řádu vrubozobých. Patří do skupiny husic, což jsou ptáci příbuzní kachnám, kteří ve svém chování i stavbě těla spojují vlastnosti hus a kachen.

## Taxonomie
Z taxonomického hlediska se jedná o monotypický druh. Nejblíže příbuzným druhem je husice šedohlavá, která je husici rezavé vizuálně podobná, vyskytuje se ale na jihu Afriky.

## Popis
- Celková délka: 58–70 cm
- Rozpětí křídel: 110–135 cm
- Hmotnost: 1100–1600 g[2]

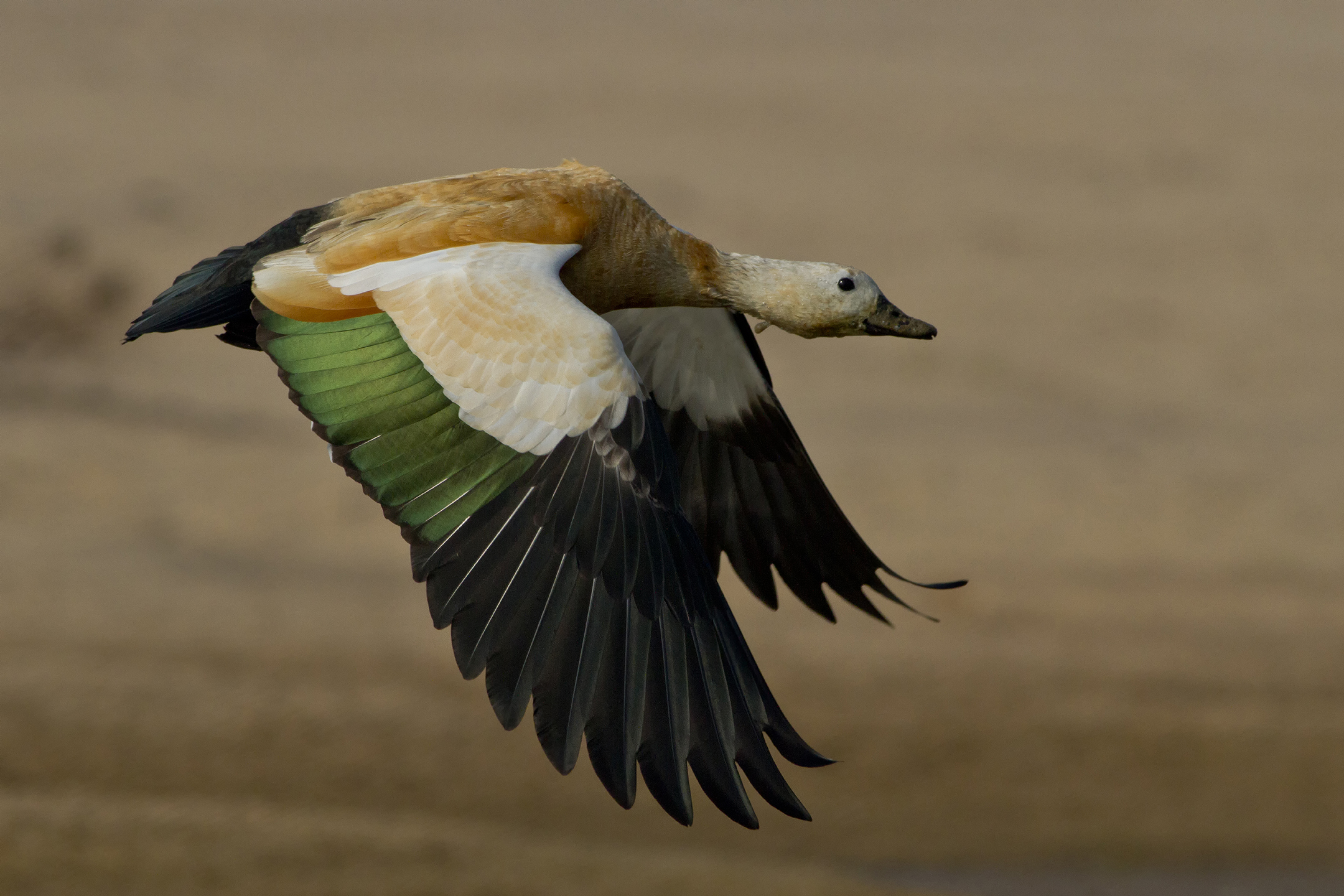
Husice rezavá v letu

Dorůstá přibližně stejné velikosti jako husice liščí, může být i o něco větší. Má zavalité tělo s poměrně dlouhým krkem, dlouhýma nohama a dlouhými, úzkými křídly. Je jasně rezavě zbarvená, se světle béžovou nebo smetanovou hlavou. Ocas a kostřec jsou černé, černý je také zobák. Předloktí křídel je z obou stran bílé, letky jsou černé a zelenavě lesklé. Samec se od samice liší úzkým černým obojkem kolem krku, který ale během zimy nemusí být patrný. Samice má také světlejší hlavu, někdy i s jasně ohraničenou bílou „maskou“ okolo očí. Mladí ptáci se podobají samicím.

## Rozšíření
Husice rezavá obývá stepní oblasti Eurasie od Ukrajiny přes jižní Sibiř, Střední Asii a Írán až do Indie a Číny. Ostrůvkovitě se vyskytuje také v západní a východní Africe. Na většině území je tažným druhem, pouze v Indii je stálá. Od 19. století byla mnohokrát pozorována v západní a střední Evropě, jedná se však vesměs o jedince uniklé ze zajetí. Tímto způsobem může nicméně docházet ke vzniku malých, polodivokých populací. Pravidelně, ač nehojně, se po celý rok vyskytuje na území České republiky, nepravidelně zde i hnízdí.

V Červeném seznamu IUCN je husice rezavá vedena jako druh málo dotčený. V Červeném seznamu obratlovců České republiky (2017) uvedena není.

## Bionomie
Není příliš omezena charakterem lokality; obývá travnaté stepi, mokřady, slaniska a pobřeží vnitrozemských jezer a řek. Toleruje vodu sladkou, slanou i brakickou, ale mimo období hnízdění pro ni její blízkost není podmínkou. Při výběru hnízdní lokality vodu vyhledává, hnízdo samo však může být od vody značně vzdáleno. Z hlediska složení potravy se jedná o všežravce – rostlinnou složku potravy tvoří vodní řasy, rostliny a jejich semena. Živočišná složka zahrnuje korýše, měkkýše, červy a hmyz, vzácněji i menší ryby a žáby. Nepohrdne ani mršinou.

### Hnízdění

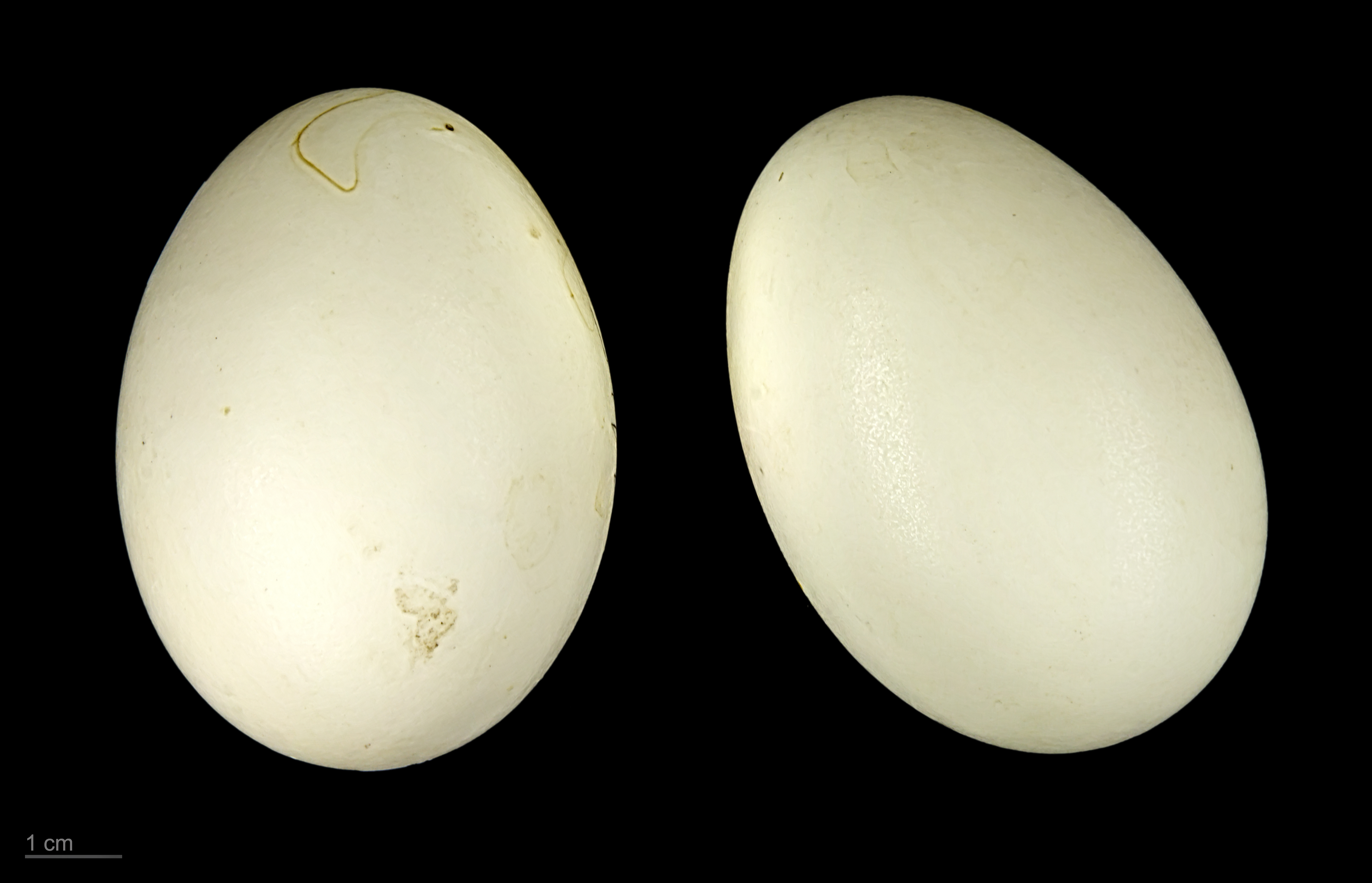
Vejce husice rezavé

Podobně jako husice liščí hnízdí v norách jiných zvířat, ale také v dutinách stromů, skalních rozsedlinách, zříceninách lidských staveb nebo na zemi ve skrytu vegetace. Samice snáší mezi koncem března a květnem 8–11 krémově zbarvených vajec, z nichž se po 28 až 30 dnech inkubace líhnou hnědobíle strakatá housata, která pak oba rodiče vodí.

## Hospodářský význam
V některých oblastech je husice rezavá vnímána jako lovná zvěř. Během zimování může také způsobovat škody na polních plodinách.

## Kulturní význam
Pro buddhisty v Mongolsku a v Tibetu je husice rezavá posvátným ptákem.

## Chov v zoo
Tento druh je chován přibližně ve dvou stech evropských zoo (stav k dubnu 2020). V Česku se jedná o tyto licencované zoo:
- Zoopark Chomutov
- Zoo Hluboká
- Zoo Olomouc
- Zoo Plzeň
- Zoo Praha
- Zoo Sedlec
- Zoo Tábor

Na Slovensku je chována v Zoo Bojnice a Zoo Košice.

### Chov v Zoo Praha
Husice rezavá byla v Zoo Praha chována v minulosti již několikrát, v období prvních 25 let zoo i krátce v roce 1993. Současný chov započal v roce 2014. Na konci roku 2018 byli chováni dva samci a jedna samice.